# Шлагер
Шлагер (од  , од   — „удар”, уп. енгл. hit) је термин за стил или врсту забавне музике. Настао у првој половини 20. века, имао је знатан утицај на забавну музику. Шлагери су популарне вокалне композиције са једноставном инструменталном пратњом. Шлагери су били популарне арије и песме из оперета извођене ван музичке сцене. Касније настају и оригиналне композиције. Отуда и израз шлагер (немачки Schlag-удар), што значи песма чија мелодија брзо, „на препад“, осваја љубитеље забавне музике, претежно омладину.
У Југославији су шлагери били веома популарни у периоду од 1960. до 1990. године. У то време је био веома познат музички фестивал Ваш шлагер сезоне у Сарајеву.
Шлагер је позајмљеница из немачког. Дошао је и на неке друге језике (као што су дански, норвешки, шведски, холандски, чешки, мађарски, литвански, летонски, естонски, српски, турски, руски, хебрејски и румунски, на пример), где задржао је значење „(музичког) хита”. Стил је често био заступљен на такмичењу за песму Евровизије и популаран је од почетка такмичења 1956. године, иако га постепено замењују други стилови поп музике.

## Централна Европа
Корени немачког шлагера су стари. Првобитно је то значило погодити или ударити. Прва употреба речи примењена на музику, у њеном првобитном значењу, била је у критици уводне вечери у новинама Виенер Фремден-Блатт 17. фебруара 1867. о Плавом Дунаву од Јохана Штрауса Млађег. Један од предака шлагер музике у њеном садашњем значењу може бити оперета, која је била веома популарна почетком двадесетог века. Током 1920-их и 1930-их, Comedian Harmonists и Руди Шурике су поставили темеље за ову нову музику. Познати шлагер певачи 1950-их и раних 1960-их су Лале Андерсен, Фреди Квин, Иво Робић, Герхард Вендланд, Катарина Валенте, Маргот Ескенс и Кони Фробос . Шлагер је достигао врхунац популарности у Немачкој и Аустрији 1960-их (са Питером Александром и Ројем Блеком ) и почетком 1970-их. Од средине 1990-их до раних 2000-их, шлагер је такође доживео опсежно оживљавање у Немачкој од стране, на пример, Гилда Хорна, Дитера Томаса Куна, Мишел и Петра Перле. Плесни клубови би свирали низ наслова шлагера током вечери, а формирани су и бројни нови бендови специјализовани за шлагер верзије 1970-их и новији материјал.
У Хамбургу 2010-их, обожаватељи шлагера су се и даље окупљали сваке године на стотине хиљада, обучени у одећу из 1970-их за уличне параде под називом „Schlager Move“. Ознака Schlager Move се такође користи за низ мањих музичких журки у неколико већих немачких градова током целе године. (Овај препород се понекад повезује са кичем и кампом.)
Немци виде шлагер као своју кантри музику, а америчка кантри и тексашко-мексичка музика су главни елементи у култури шлагера. („Is this the way to Amarillo (Да ли је ово пут за Амарило)“ се редовно пушта у шлагер контексту, обично у оригиналу на енглеском језику.)
Стилски, шлагер наставља да утиче на немачки „парти поп“ или „парти-шлагер“ (нпр. „Лајла“, 2022): то јест, музика која се најчешће чује у скијалишним баровима и масовним дискотекама Мајорка. Савремени шлагер се често меша са забавном музиком. Ако није део ироничног оживљавања кича, укус за оба музичка стила се обично повезује са народним пабовима, сајмовима забаве и просторима за куглање. На енглеском говорном подручју, најпопуларнија група која је укључила елементе шлагера у свој стил је вероватно ABBA, бенд који је комбиновао традиционалну шведску музику, шлагер и поп-рок да би створио сопствени звук.
Између 1975. и 1981. шлагер у немачком стилу постао је диско оријентисан, на много начина стапајући се са матичном диско музиком тог времена. Певачи као што је Маријан Розенберг снимили су шлагере и диско хитове. Песма „Москва“ немачког бенда Џингис Кан била је једна од најранијих модерних плесних шлагера, која је поново показала како се шлагер из 1970-их и раних 1980-их спојио са матичном диско и евродиско музиком. Џингис Кан, који је првенствено био евродиско бенд, такође је свирао шлагере под утицајем дискотека.